# Round Table Conference

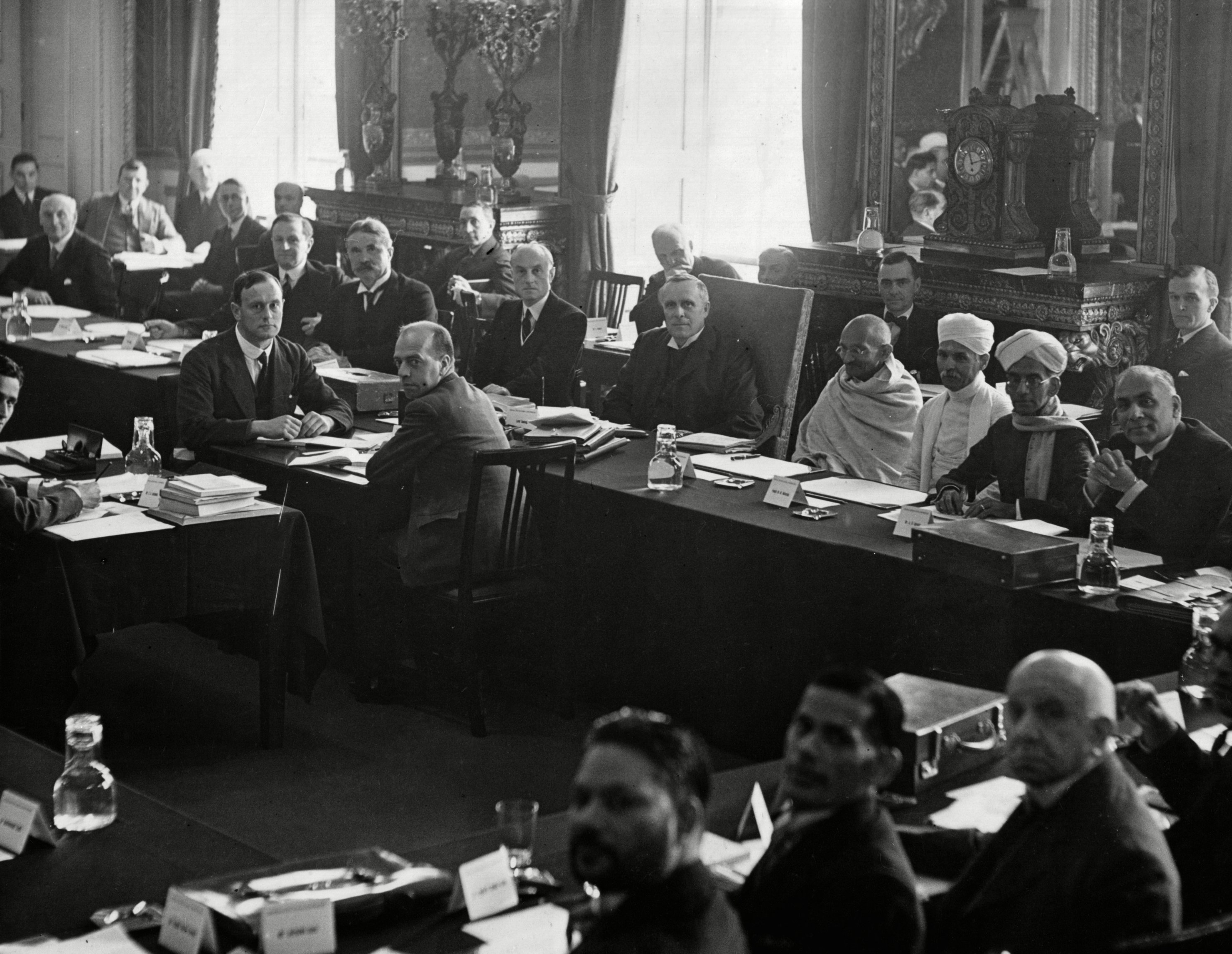
Photo de la 2e round table conference.

Les trois Round Table Conferences qui se sont déroulées de 1930 à 1932 étaient une série de conférences organisées par le Gouvernement du Royaume-Uni pour discuter des réformes constitutionnelles en Inde britannique.